# هشام بن عمار (مخرج)
هشام بن عمّار (مواليد سنة 1958، تونس) مخرج وناقد سينمائي تونسي. يشغل مديرا للمكتبة السينمائية التونسية منذ يونيو 2017.

## مسيرته
ولد هشام بن عمار عام 1958 في تونس العاصمة. درس في المعهد االعالي للفنون الجميلة حيث حصل على درجة الماجستير، ثم حصل عام 1984 على شهادة الكفاءة في البحث. في عام 1986 حصل على الدرجة الأولى من دبلوم البحث المتعمق.
من عام 1987 إلى 2009، درس بن عمار السينما والسمعي البصري في معهد الصحافة وعلوم الإعلام، ثم شغل عدة وظائف، مثل تقديم نوادي السينما، وتدريس الوسائل السمعية والبصرية، وإدراة المهرجانات، والنقد السينمائي. بعد ذلك، قرر إنشاء شركته الخاصة (5/5 Productions)، والتي أعطى لها كخط تحريري اهتمامًا بالمسؤولية الاجتماعية والترويج للأفلام الوثائقية.
في عام 2011، بادر هشام بن عمار بمشروع بعنوان (Les Caravanes Documentaires)، والذي يهدف إلى نشر قيم المواطنة من خلال الأفلام الوثائقية في مناطق تونس المحرومة من السينما.
في يونيو 2017، أعلنت وزارة الشؤون الثقافية التونسية عن تعيينه على رأس الإدارة الفنية للمكتبة السينمائية التونسية. 

## أعماله
أخرج عدة أفلام وثائقية:
- 1998: نساء في عالم كرة القدم: إخراج
- 1999: كافيشنطة: إخراج
- 2002: رايس الأبحار: إنتاج وإخراج
- 2006-2007: شفت النجوم في القايلة: إنتاج وإخراج
- 2010: كان ياما كان في هذا الزمان: إنتاج وإخراج
- 2014: الذاكرة السوداء: إخراج
- 2017: عودة بورقيبة: إخراج

## جوائز
- جائزة أفضل فكرة أصلية في (Sport TV Play) في فيتشنزا (إيطاليا) عن المرأة في عالم كرة القدم (1998)
- جائزة الفيديو القصير في أيام قرطاج السينمائية لرايس الأبحار (2002)
- تنويه لجنة التحكيم في مهرجان الأفلام الأفريقية والآسيوية وأمريكا اللاتينية في ميلانو عن فيلم كافيشنطة (2002)
- الجائزة الثانية لفيلم وثائقي بالفيديو في مهرجان الأفلام الأفريقية والآسيوية وأمريكا اللاتينية في ميلانو عن فيلم رايس الأبحار (2003)
- جائزة لجنة التحكيم الخاصة في مهرجان الشرق الأوسط السينمائي في بيروت عن رايس الأبحار (2003)
- تنويه خاص في مهرجان ساسا عن رايس الأبحار (2003)
- الجائزة الكبرى في مهرجان بلغراد للسينما الإثنوغرافية عن رايس الأبحار (2004)
- جائزة لجنة التحكيم الخاصة في بينالي السينما العربية في باريس عن رايس الأبحار (2004)
- جائزة الفيلم الوثائقي المتوسطي عن فئة «ذاكرة البحر الأبيض المتوسط» في مسابقة مركز الاتصال السمعي البصري المتوسطي، عن شفت النجوم في القايلة (2007)
- وسام الاستحقاق التونسي من رتبة ضابط (2019) [8]

## مهرجانات
هشام بن عمار هو مُبتكر المسابقة الوطنية للأفلام الوثائقية.

## روابط خارجية
- هشام بن عمار (مخرج) على موقع IMDb (الإنجليزية)